# Nebeska majka
Nebeska majka (eng. Heavenly Mother) je u nekim religijskim pokretima supruga Boga Oca. Različite religijske grupe različito tumače tko je ona i u kojem je odnosu s ljudima.

## Religija drevnog Egipta
U religiji drevnog Egipta, nebeska božica Nut je bila "Velika majka", a zvijezde njezina djeca.

## Teozofija
U nekim religijskim pokretima temeljenim na teozofiji, Nebeska majka zove se Omega.

## Kršćanstvo
U rimokatoličanstvu, Marija, majka Isusa Krista, smatra se Kraljicom neba te se slavi njezino uznesenje na nebo. Katolici vjeruju da je Marija najsavršenija žena, začeta bez grijeha, koja je rodila Isusa kao djevica, te ju nazivaju "naša majka" ili "majka Crkve". Marija je uglavnom viđena kao majka te odvjetnica ljudi kod Boga. Na neki način ona utjelovljuje pojam Nebeske majke.
Prema shvaćanju mormona, Nebeska majka jest majka ljudskih duša. Oni također vjeruju da ona nije identična Mariji, već da su obje "Božje supruge".
Koliridijanizam je bio sekta čiji su pripadnici štovali Djevicu Mariju kao božicu prinoseći joj kolače za žrtvu.
Lois Roden tumačila je da je Duh Sveti ženski princip i majka ljudskih duša te Isusa Krista.
U Crkvi ujedinjenja, Bog se ponekad naziva majkom.

## Pogledajte također
- Kraljica neba
- Ašera
- Majka Zemlja